# 鱼护

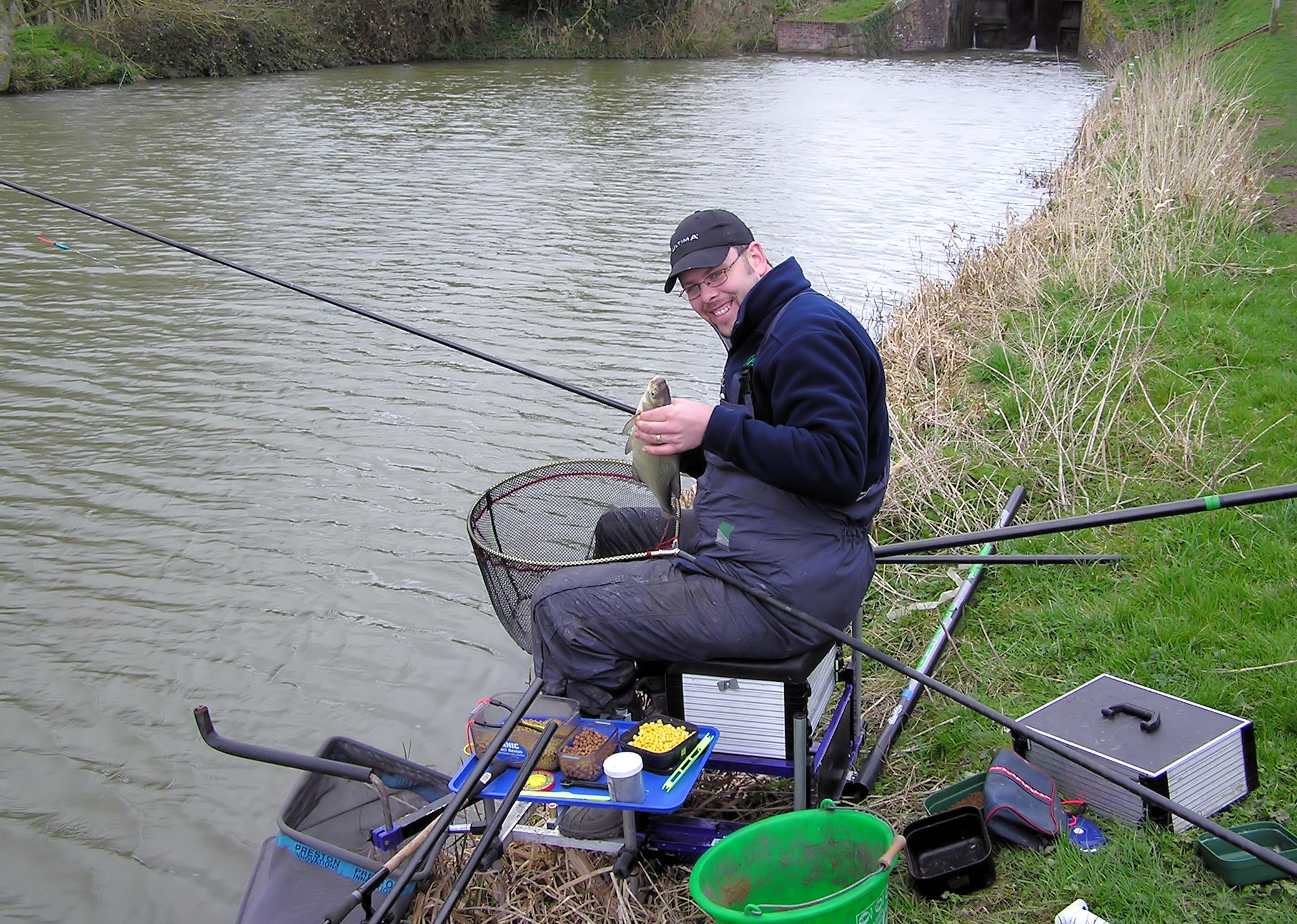
一个钓鱼者和他的渔具，他的前方有一个方形鱼护。

鱼护（英語：keepnet）捕鱼时用来保持渔获存活的一种器具，是钓鱼者必备的一种渔具。

## 类别
传统鱼护分为鱼篓、笆笼、尼龙线网兜等。由于竹子制成的鱼篓携带不便，现在常用的是尼龙线网兜。尼龙线网兜可以折叠，形状是圆筒型，而且带有摘鱼器（挡针），长度是1.5米到3米，它又分为防挂鱼护、竞技鱼护、台钓鱼护、海钓鱼护、涂胶鱼护等，原料是尼龙线、网布等。

## 作用
鱼护一般放置在水中，由于其有细细的网眼，不是封闭式结构，所以鱼的存活率高，钓了鱼之后，把鱼放在鱼护里，鱼就不会死亡。

## 护理

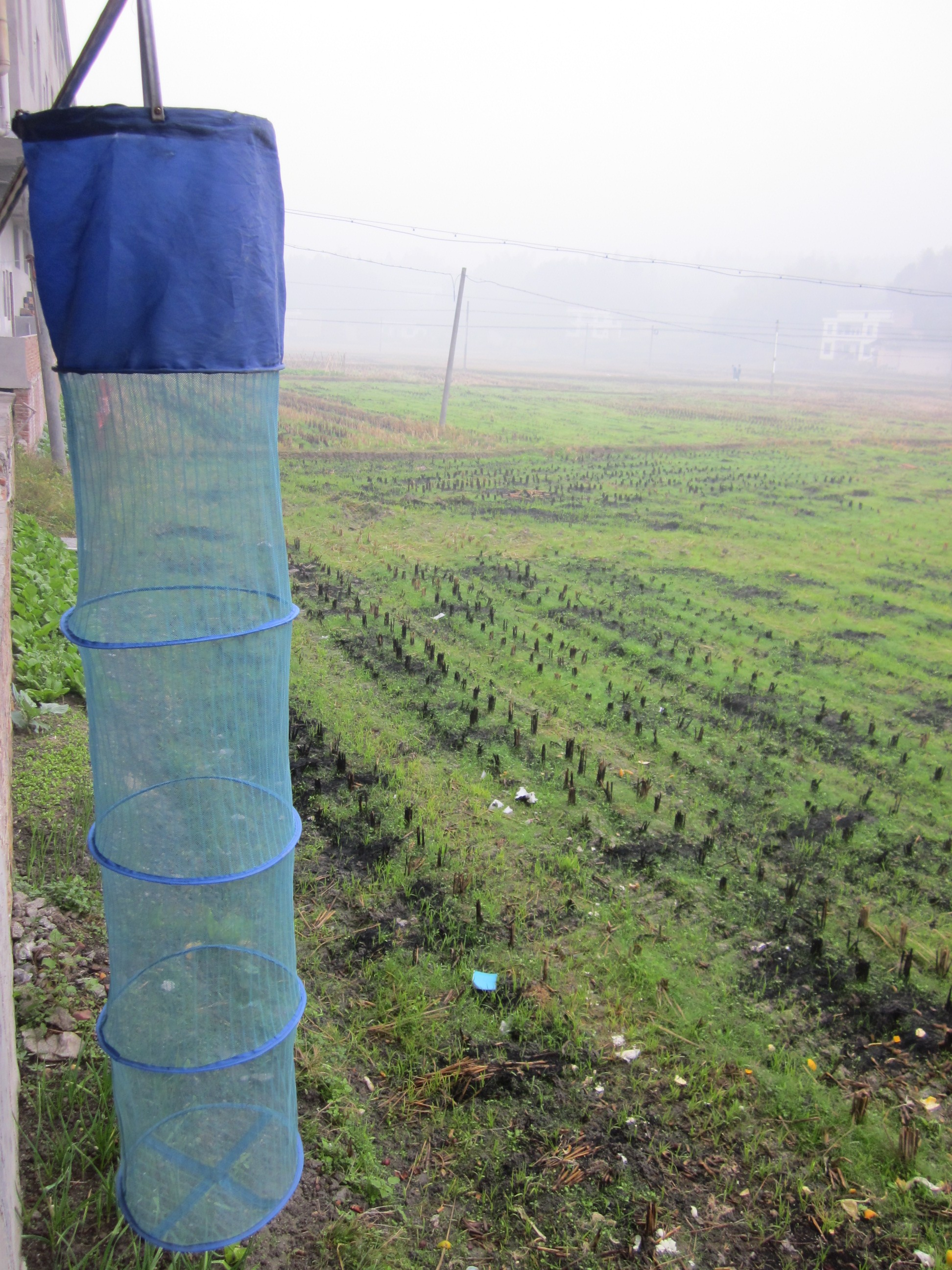
鱼护。

每次钓鱼之后，把鱼从鱼护倒出来，再洗干净、晾干，由于鱼护装完鱼后带有腥味，所以要注意防止老鼠咬破网。